# Dado (musikgrupp)
Dado var en uzbekisk popgrupp som bildades av de tidigare Anormedlemmarna Alisher och Rustam Madumarovs 1999. Gruppen blev populär i Uzbekistan men även i Ryssland där de visades på MTV.

## Diskografi

### Album
- Лето (Leto) 2002

### Singlar
- Discotheque
- Benom
- Yuragim

### Musikvideor
- Leto
- Benom